# Pontiac Vibe
De Pontiac Vibe is een automodel van Pontiac gebouwd tussen 2002 en 2009, en verkocht tot 2010. Het voertuig werd mede-ontwikkeld door General Motors en Toyota. Toyota verkocht hetzelfde model als de Toyota Matrix.
Tussen 2002 en 2004 werd dit model geëxporteerd naar Japan als Toyota Voltz.
Na het reorganisatie-bevel van het Amerikaanse gerechtshof in 2009 werd onder andere de NUMMI-fabriek in Fremont, Californië gesloten. Hiermee werd de productie van de Pontiac Vibe beëindigd. De productie van de Toyota Matrix in de TMMC-fabriek te Cambridge (Ontario), Canada ging ongehinderd door tot 2014.
Recente modellen:
2000 Sunbird · 
6000 · 
Aztek · 
Bonneville · 
Catalina · 
Fiero · 
Firebird · 
Firefly · 
G3 · 
G4 · 
G5 · 
G6 · 
Grand Am · 
Grand Prix · 
GTO · 
J2000 · 
Laurentian · 
LeMans · 
Matiz · 
Matiz G2 ·
Montana · 
Montana SV6 · 
Parisienne · 
Persuit · 
Phoenix · 
Safari · 
Solstice ·
Sunbird · 
Sunburst · 
Sunfire · 
Sunrunner · 
T1000 · 
Tempest · 
Torrent · 
Trans Am · 
Trans Sport · 
Ventura ·
Vibe · 
Wave
Historische modellen na de Tweede Wereldoorlog:
Acadian · 
Astre · 
Chieftain · 
Custom S · 
Executive · 
Grand Safari · 
Grand Ville · 
Grande Parisienne · 
Pathfinder · 
Silver Streak · 
Star Chief · 
Star Chief Executive · 
Strato Chief · 
Steamliner · 
Super Chief · 
Torpedo
Historische modellen voor de Tweede Wereldoorlog:
Series 6-27 · 
Series 6-28 · 
Series 6-29 Big Six · 
Series 6-30B · 
Series 401
Conceptauto's:
Bonneville Special · 
Club de Mer